# Fabiola callipetala
Fabiola callipetala är en fjärilsart som beskrevs av Edward Meyrick 1921. Fabiola callipetala ingår i släktet Fabiola och familjen plattmalar. Inga underarter finns listade i Catalogue of Life.